# 留萌演習場
留萌演習場（るもいえんしゅうじょう）は留萌市に設置された陸上自衛隊の演習場である。

## 概要
- 主に留萌駐屯部隊が小規模訓練に使用される。中隊検閲（防御）や小隊検閲等に使用される。総面積は道北の演習場では比較的広く感じるが、実際に使用可能な部分は思ったより少ない。
- 山の稜線上の道路からの景色は最高の眺めである（日本海が一望でき、条件が良ければ焼尻、天売島・暑寒別岳や利尻富士も観測可能）。
- 現在の計画として演習場入口付近に300mの小銃射撃場の設置が計画されているとのこと。
- 演習場内はほとんど山の稜線上に道路が設置されている程度で実質的な訓練にはあまり向いていない。
- 一部区域では迫撃砲の縮射弾射撃が可能。
- 演習場管理は留萌駐屯地業務隊管理班が担当。
- 演習場東部に小平方面への道があり、そこは門は設置されていないので車での進入が可能。
- 時折山菜やキノコ取りに高齢者が演習場内に進入している場合もある。